# Temple protestant de Perpignan
 (novembre 2020).
Si vous disposez d'ouvrages ou d'articles de référence ou si vous connaissez des sites web de qualité traitant du thème abordé ici, merci de compléter l'article en donnant les références utiles à sa vérifiabilité et en les liant à la section « Notes et références ».
Le temple protestant de Perpignan est situé 9 rue du colonel Alphonse d'Ornano à Perpignan, dans le département des Pyrénées-Orientales. La paroisse est membre de l'Église protestante unie de France.

## Histoire

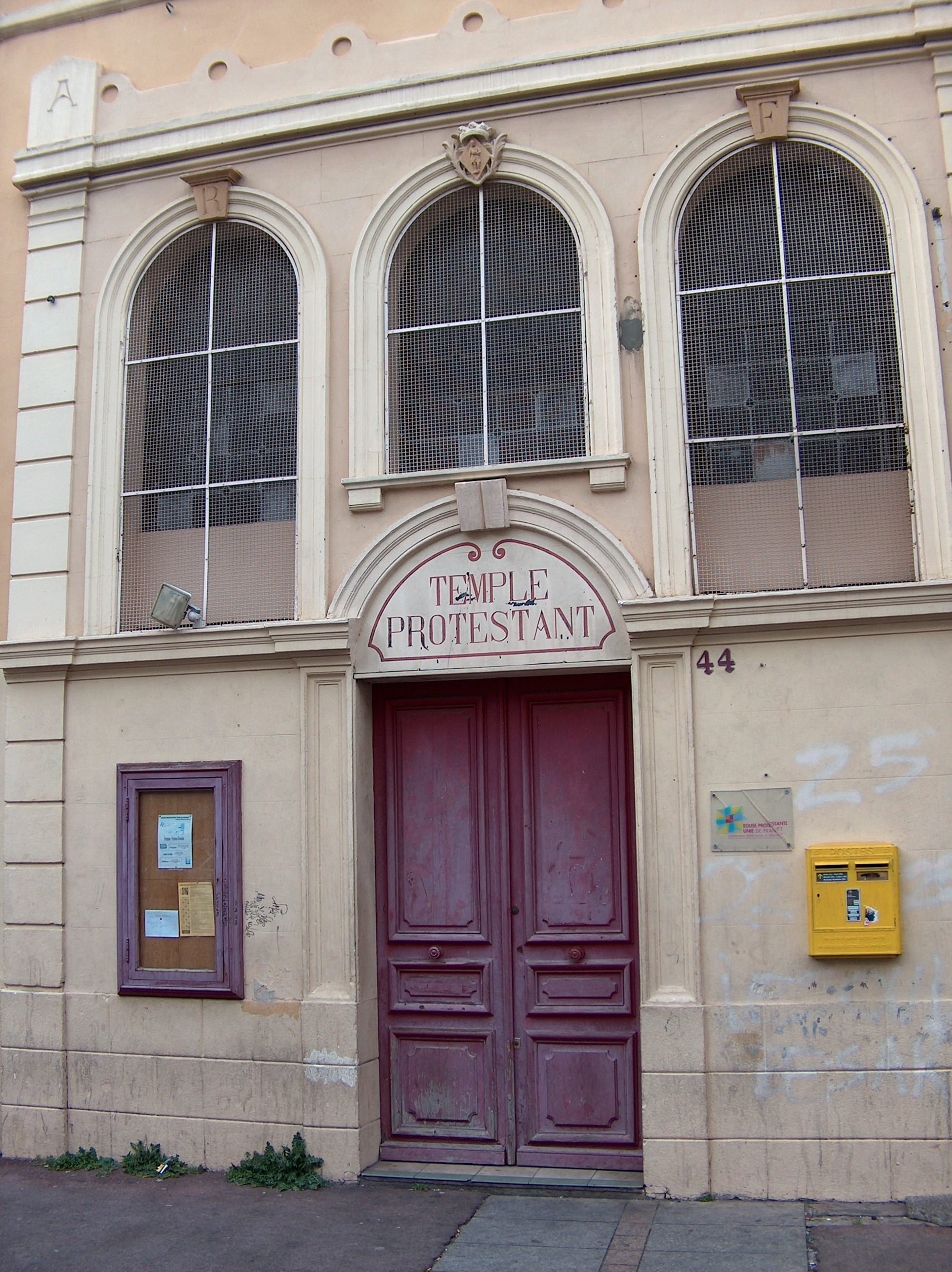
Temple protestant Théodore Monod de Perpignan, place Rigaud

En 1876, un premier temple est construit place Rigaud. Il appartient à la municipalité et la communauté protestante en est l'affectataire. La bourse du travail de Perpignan, construite entre 1899 et 1902 intègre le temple. L'enseigne du temple protestant se dresse toujours au-dessus de la porte d'entrée, sur la façade sud. Il est baptisé Théodore Monod, célèbre naturaliste protestant du Muséum national d'histoire naturelle, fils de Wilfred Monod, pasteur du temple protestant de l'Oratoire du Louvre.
Le deuxième lieu de culte, le « Centre protestant » situé 9 rue Alphonse d'Ornano, dans le quartier de la Lunette, est construit au XXe siècle.